# Alejandro Toledo (músico)
Alejandro Toledo es un saxofonista y compositor experimental Argentino.

## Carrera musical
En 2010 fue seleccionado por el programa Evo Music Rooms de Channel 4 como uno de los mejores artistas emergentes del momento en el Reino Unido, dando un concierto televisado junto a Audio Bullys y Faithless.
En 2011 dio una presentación especial en el show de Rob Brydon junto a invitados Noel Fielding y Sarah Harding. El programa fue televisado por BBC 2.
También ha participado en festivales internacionales incluyendo WOMAD, Glastonbury y muchos otros.
En 2013 recibió un doctorado en música de Universidad de Londres supervisado por Stephen Cottrell. Su tesis examinó la interpretación creativa en música, World Music, y tradiciones Gitanas de Moldavia.